# K.Will
Kim Hyung Soo (en hangul, 김형수; en hanja, 金賢秀; Gwangju, Corea del Sur, 30 de diciembre de 1981), conocido por su nombre artístico K.Will, es un cantante, compositor, entrenador vocal y DJ surcoreano. K.Will llegó a ser conocido en Corea del Sur por primera vez a través de su sencillo «Dream» en A Love to Kill OST, lanzado en 2006. Un año después lanzó su primer álbum titulado Left Heart en 2007. K.Will regresó con su sencillo «Love 119», en diciembre de 2008. Que fue seguido por su miniálbum Dropping the Tears en abril de 2009 y su segundo álbum Miss, Miss and Miss en noviembre de 2009.
K.Will tiene una gran cantidad de colaboraciones y bandas sonoras de dramas a su nombre y ha demostrado una capacidad para rapear y bailar.

## Biografía

### Primeros años
K.Will mostró su amor por la música y canto en su infancia. A menudo cantaba con su madre mientras ella tocaba la guitarra. Después de graduarse de la escuela secundaria, le dijo a sus padres que quería ser cantante. Sin embargo, sus padres estaban en contra de la idea y lo convencieron de que no debe ser su trabajo principal. En última instancia, probó dos trabajos que le resultaron difíciles de manejar a la vez, así que decidió centrarse en la música.

### Predebut
K.Will participó en audiciones y buscó compositores posibles para colaborar. Cuando K.Will era un aprendiz, él haría cualquier cosa para cantar, actuando en conciertos callejeros, backup o cantar en el coro de artistas famosos. Durante ese tiempo, él desarrolló amistades con artistas ahora conocidos como 8eight, Lim Jeong Hee, SG Wannabe y Sweet Sorrow.
K.Will era confundido con frecuencia como el compositor de TVXQ «Hug» hasta que la cuestión fue aclarada por una entrevista en KBS World.

## Carrera

### 2006-2007
Cuando K.Will ayudaba a Rain a producir su segundo álbum, él fue notado por Park Jin Young, un productor influyente en la industria de música coreana. Park Jin Young escribió y compuso la pista del título del primer álbum de K.Will, «Left Heart». El primer álbum de K.Will, titulado Left Heart fue lanzado el 6 de marzo de 2007. Aunque Left Heart se observa como el álbum debut de K.Will, él ya había realizado su etapa de debut con Lim Jeong Hee (Street Dive también conocido como J-Lim) en 2006.
Durante este tiempo, surgieron en línea vídeos de K.Will cantando algunas de las canciones de Mariah Carey. K.Will había cantado «Without», «My All», y «I Still Believe», y lo realizó tan bien que los internautas lo apodaron «Male Mariah» en Corea. Pronto más vídeos salieron a la superficie, en particular de él cantando la canción de Celine Dion «My Heart Will Go On» de la película Titanic.

### 2008-2009
El 2 de diciembre de 2008, K.Will publicó el sencillo digital «Love 119», con una colaboración con el conocido rapero MC Mong. El sencillo alcanzó el puesto número uno en las listas en línea y estuvo clasificado en el número dos en el programa de KBS Music Bank.
Motivado por la popularidad de «Love 119», K.Will lanzó un miniálbum titulado Dropping the Tears el 31 de marzo de 2009. Su voz profunda, fornida y hermosa hizo el título de la pista con el mismo nombre que el álbum lleno de emoción y también alcanzó número uno en listas en línea, aunque a un ritmo más lento que «Love 119». Él trabajó con dos miembros de Girls' Generation, Yuri y Tiffany para este álbum: Yuri apareció en el vídeo musical «Dropping Tears», mientras que Tiffany cantó un dueto con él llamado «Girl, Meet Love». K.Will y Tiffany aparecieron en Show! Music Core en julio de 2009.
Durante las promociones del álbum, Lee Min Ho, el actor principal de Boys Over Flowers, pidió a K.Will para un entrenamiento vocal. Con la ayuda de K.Will, Lee Min Ho fue capaz de cantar la canción «My Everything».
No mucho antes de terminar las promociones de miniálbum, K.Will sorprendió a las audiencias con su versatilidad haciendo una etapa especial con Outsider el rapero más rápido en Corea del sur, y K.Will casi tan rápido como él rapeó en la canción «Loner».
Debido a la popularidad de la banda sonora de Brilliant Legacy (en la que participó), fue invitado a unirse a «Korean Music Festival 2009» en Japón, junto T-Max y Jo Sung Mo.
Hizo su debut en la actuación en el Soul Special: Music Drama donde trabajó con Han Hyo Joo. El drama Soul Special fue una revolución en la industria del entretenimiento ya que todos los episodios fueron lanzados solamente en línea.
En octubre de 2009, unas semanas antes del lanzamiento de su segundo álbum, K.Will fue diagnosticado con el virus H1N1. Aunque se recuperó en menos de una semana, su segundo álbum se pospuso hasta el 5 de noviembre de 2009.
Su canción «Miss, Miss and Miss» fue un éxito moderado y alcanzó su máximo puesto en el número ocho en el Music Bank de KBS. También colaboró con Outsider en este álbum, después de su éxito durante el verano. Sin embargo, su canción «Hypnosis» fue prohibido por KBS porque contenía la palabra «mute» y perdió sus promociones junto con «Miss and Miss», así que fueron cancelados.
El 25 de diciembre de 2009, K.Will celebró su primer concierto a solas. Sus entradas fueron vendidas más rápidamente que cualquier otro artista en solitario.

### 2010-2011
K.Will debutó en Estados Unidos en el concierto «THE THREE ROMANTICISTS» junto con Kim Bum Soo y Yoo Seung Chan el 5 de marzo de 2010. Su sencillo titulado «Present»  fue lanzado el 10 de marzo de 2010 y estuvo en el puesto número 1 de varias listas de música en línea.
K.Will embarcó a su primer concierto en Japón« K.WILL Live Concert with Band in Tokyo» en mayo de 2010 y «K.WILL Live Concert with Band in Osaka» en julio de 2010.
El 31 de julio, K.Will apareció en el programa musical The MUZIT como uno de los principales MCs junto con Yoo Young Suk. En el primer episodio K.Will y Charice realizaron el dúo «Endless Love».
Al final del año, K.Will hizo un concierto de Navidad durante dos días y se agotó completamente.
Un año después de su segundo álbum, K.Will lanzó otro sencillo digital con Simon D y Hyolyn de Sistar titulado «Amazed» el 21 de enero de 2011. La canción alcanzó rápidamente la cima de las listas de música.
Siete semanas más tarde, fue lanzado el segundo miniálbum de K.Will, hizo un espectáculo en vivo y lanzó el vídeo musical para «My Heart Is Beating» en que Lee Joon (MBLAQ) e IU aparecieron. La pista del título de este álbum fue un all-kill en las listas de música. Cinco años desde su debut, K.Will finalmente ganó el Mutizen en Inkigayo de SBS.
K.Will completó con éxito su tercer concierto, «My Heart Is Beating» en el Olympic Park Hall el 25 de junio de 2011.
Él también ha participado en varios espectáculos de variedades como el We Got Married con Kim Hyung Jun el drama Spy Myung Wol, y el show Immortal Songs 2 a finales del año.
Siguiendo con la tradición, él terminó el año con un concierto de Navidad de 3 días.

### 2012
Después de unirse a KBS TV Immortal Songs 2 en noviembre de 2011, K.Will dejó el show después de ganar en tres oportunidades y establecer el nuevo récord, ganar contra 5 cantantes consecutivos en el episodio dejando el 21 de enero de 2012.
En 14 de febrero de 2012 (Día de San Valentín), K.Will lanzó su tercer miniálbum I Need You dos semanas después de lanzar un sencillo digital de una de las canciones del EP titulado «I Hate Myself». El mismo día, K.Will también dio a conocer un video musical de «I Need You» en el canal oficial de YouTube de Starship Entertainment, que cuenta con Bora de Sistar y los actores Ji Chang Wook y Yeo Jin Gu. "I Need You" alcanzó el puesto número dos en Billboard K-Pop Hot 100, y «I Hate Myself¢ en el puesto número seis. El álbum marcó el quinto aniversario del primer principio de K.Will como compositor. Su canción de composición propia, «I'll Be With You» también está incluido y está dedicado a todos sus fanáticas que creyeron en él. Él era también el coescritor la letra de «I'm Will». K.Will ganó su primer premio de K-Chart desde su debut hace en Music Bank para su canción «I Need You».
El 7 de octubre, Starship Entertainment reveló unas fotos de la sesión de fotos recientes de K.Will para su próximo álbum. El álbum Third Album, Part 1 fue lanzado el 1 de octubre junto con el vídeo musical «Please Don't...». Las promociones de «Please Don't...» fueron los más exitosos en la carrera de K.Will hasta la fecha. En el vídeo musical aparecieron el actor Seo In Guk, Dasom de Sistar, y Ahn Jae Hyun, y fue elogiado por su originalidad. Era también persona notable para su conclusión de la torcedura con carácter de Seo que él está realmente enamorado de Ahn.

### 2013
El 14 de febrero de 2013 (San Valentín de nuevo), Powerhouse (Estados Unidos) se presentó K.Will para un concierto solo en el día de San Valentín en el Teatro Orpheum de Los Ángeles, California. Interpretó sus éxitos, algunos incluyendo «Please Don't,» «I Need You,» «My Heart is Beating,» y «Love 119».
En abril de 2013 K.Will lanzó su nuevo sencillo titulado «Love Blossom».
El 19 de octubre de 2013 K.Will lanzó su nuevo álbum,Will en Fall'.
En el vídeo musical de «You Don't Know Love,» aparecen Chanyeol de EXO y el modelo surcoreano Lee Ho Jung, salió dos días después, el 21 de octubre.

### 2014
El 25 de junio de 2014 K.Will lanzó su miniálbum, One Fine Day. El vídeo musical de la canción, «Day 1,» fue protagonizada por Soyou de Sistar y el actor Park Min Woo.

### 2015
En 25 de marzo de 2015 K.Will lanzó su miniálbum, [Re:]. El vídeo musical de la canción, «Growing,» aparecieron Son Ho Jun y Park Ha Sun.

### 2016
El 3 de enero de Starship Entertainment lanzó teasers de vídeos musicales de K.Will del sencillo «You Call It Romance» con Davichi. El vídeo musical fue lanzado el 6 de enero, protagonizada por Hyungwon de Monsta X, el actor Choi Won Myung, y la actriz Yoon Ye Joo.

## Filmografía

### Programas de TV
| Año         | Título                        | Canal | Notas |
| ----------- | ----------------------------- | ----- | --- |
| 2013        | Gag Concert (Ep.435)          | KBS2  | - |
| 2013        | Barefooted Friends (Ep.25)    | SBS   | - |
| 2014        | Real Men                      | MBC   | miembro                                                                                                  |
| 2014        | No Mercy                      | Mnet  | - |
| 2015        | 끝까지 간다                   | JTBC  | - |
| 2015        | I Can See Your Voice          | Mnet  | Ep. #4 (temporada 2)                                                                                     |
| 2015, 2017  | King of Mask Singer           | MBC   | concursó como "Opera Star", (ep. Piloto) concursó como "The Sea Otter Baby Seahorse", (ep. 119-120, 122) |
| 2017        | Battle Trip                   | KBS2  | Participó junto a Lee Hyun (Ep. 58-61)                                                                   |
| 2017        | Living Together in Empty Room | MBC   | Miembro (Ep. 4-8)                                                                                        |
| 2011 - 2017 | Hello Counselor               | KBS2  | Invitado, (Ep. 45, 69, 97, 145, 179, 204, 231, 261, 344)                                                 |
| 2018        | Running Man                   | SBS   | Ep. #401 - invitado                                                                                      |

### Serie
| Año  | Título                                                                                  | Rol         | Notesas                                                                         |
| ---- | --------------------------------------------------------------------------------------- | ----------- | ------------------------------------------------------------------------------- |
| 2009 | Soul Special - fecha de lanzamiento : 28 de septiembre de 2009 - 5 de noviembre de 2009 | Park Ju Hho | Drama musical en línea (12 episodios, cada 5 minutos) lanzado en TVon Nate.com. |
| 2011 | Spy Myung Wol                                                                           | Él mismo    | Cameo en el episodio 10                                                         |
| 2015 | Hyde, Jekyll, Me - fecha de lanzamiento: 19 de marzo de 2015                            | Él mismo    | Cameo en el episodio 18                                                         |
| 2015 | Producers - fecha de lanzamiento : 19 de junio de 2015                                  | Él mismo    | Cameo en el episodio 9                                                          |

## Discografía
- Left Heart (2007)
- Missing You (2009)
- I Need You (2011)
- The Third Album Part 1 (2012)
- The Third Album Part 2: Love Blossom (2013)
- The Fourth Mini Album : Will in Fall (2013)
- One Fine Day (2014)
- RE: (2015)